# Puente Moreno
Puente Moreno es una localidad del estado mexicano de Veracruz. Es parte del municipio de Medellín de Bravo.

## Demografía
| Censo | Población |
| ----- | --------- |
| 2005  | 2 461     |
| 2010  | 13 037    |
| 2020  | 34 913    |